# مایکل پیج (ورزشکار)
مایکل پیج (انگلیسی: Michael Page؛ زادهٔ ۲۳ سپتامبر ۱۹۳۸) سوارکار اهل ایالات متحده آمریکا بود.
وی در مسابقات کشوری و بین‌المللی در مجموع برندهٔ ۴ مدال طلا، ۳ مدال نقره، ۲ مدال برنز شده‌است.